# Nova herculis

## Észlelése
1934 decemberében a Herkules csillagképben megjelent egy nóva. Korábban a Nova Herculis gyöngén változó csillag volt, 12-14 magnitúdó körül ingadozva, így szabad szemmel nem volt látható.  December 13-án 1,4-es magnitúdójú lett ezt egy angol amatőrcsillagász, J.P.M. Prentice észlelte. Ezután még hónapokig szabad szemmel is látni lehetett.

## Megfigyelése
A fényessége a többi nóvához képest elég lassan növekedett, de december 22-re elérte az 1,4 magnitúdós csúcsértékét. Ezután szabálytalanul visszaesett majd nem sokkal később, április 1-én, újra láthatóvá vált. Azután gyorsan gyengült, május 1-jére visszaesett oda ahonnan elindult, kb. 13 magnitúdóra.
Ezután csak június 2-án erősödött a fénye, ekkor elérte a 9 magnitúdós értéket. Fényessége lassan nőtt egészen szeptemberig, amikor 6,7 magnitúdónál járt. Ekkor megint halványulni kezdett és csak évekkel később, 1949-ben (15 évvel első jelentkezése után) ismét elérte a 13 magnitúdót.
Ezért a Nova Herculis egy visszatérő nóva.